# Савино (Новгородский район)
Са́вино — деревня в Новгородском муниципальном районе Новгородской области, административный центр и крупнейший населённый пункт Савинского сельского поселения.
Деревня расположена на левом берегу реки Вишера. До середины 1970-х годов в деревне сохранялись остатки построек Савво-Вишерского монастыря.

## Экономика
ЗАО «Савино», ранее это был совхоз имени 50-летия СССР

## Транспорт
Деревня расположена неподалёку от федеральной автодороги М10 «Россия». В Савино есть мост через Вишеру, здесь начинается автомобильная дорога вдоль правого берега реки Волхов, а у восточной части деревни начинается Вишерский канал.

## Известные жители
- Герои Социалистического Труда:
  - Мария Михайловна Николаева — доярка;
  - Алексей Никитич Барабанов — механизатор, картофелевод.

В Савино есть братское захоронение советских воинов, погибших в окрестностях деревни в годы Великой Отечественной войны. На месте захоронения установлена небольшая стела и мраморные доски со списками погибших (около 200 человек).

## Ссылки

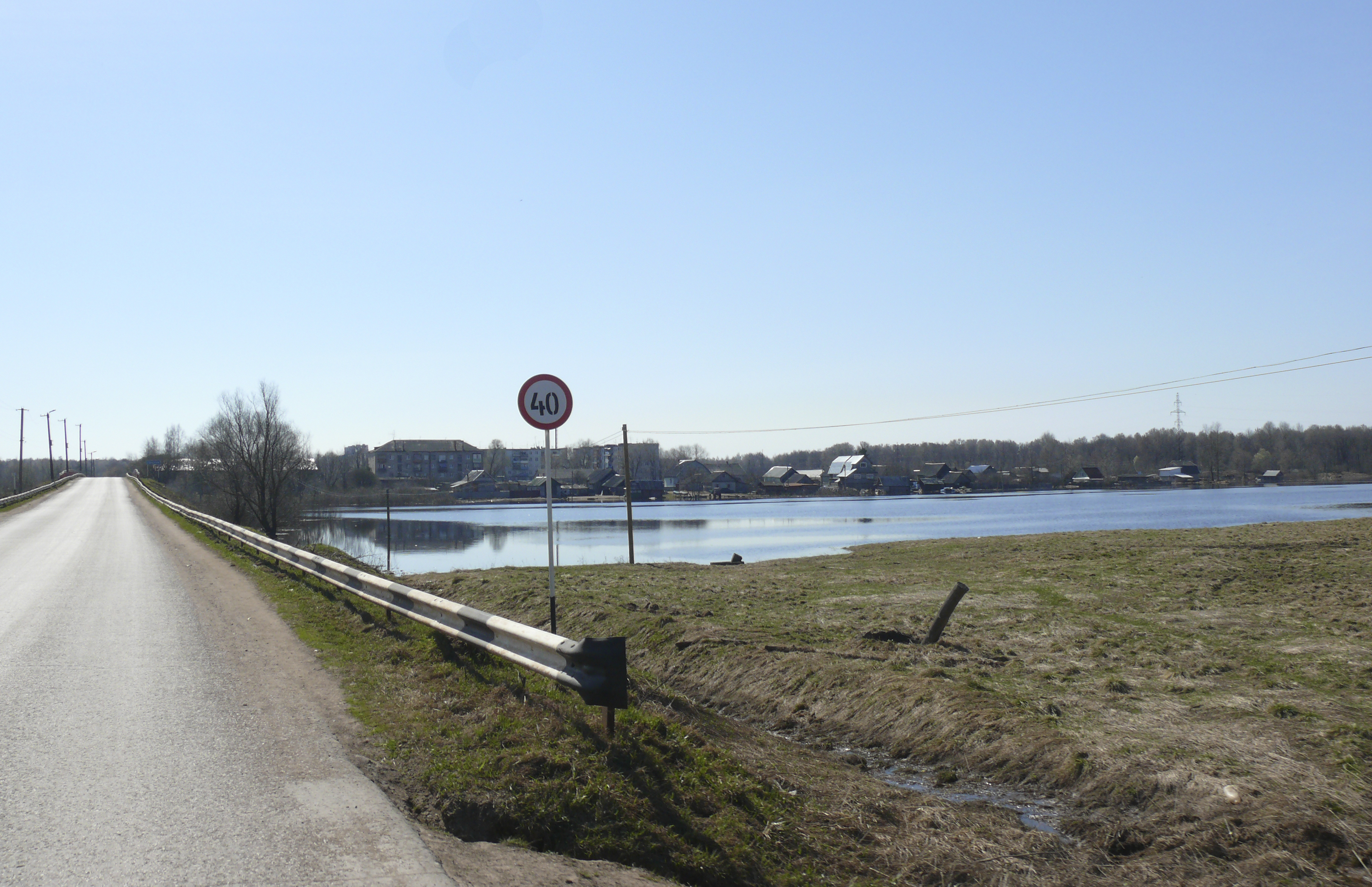
Река Вишера
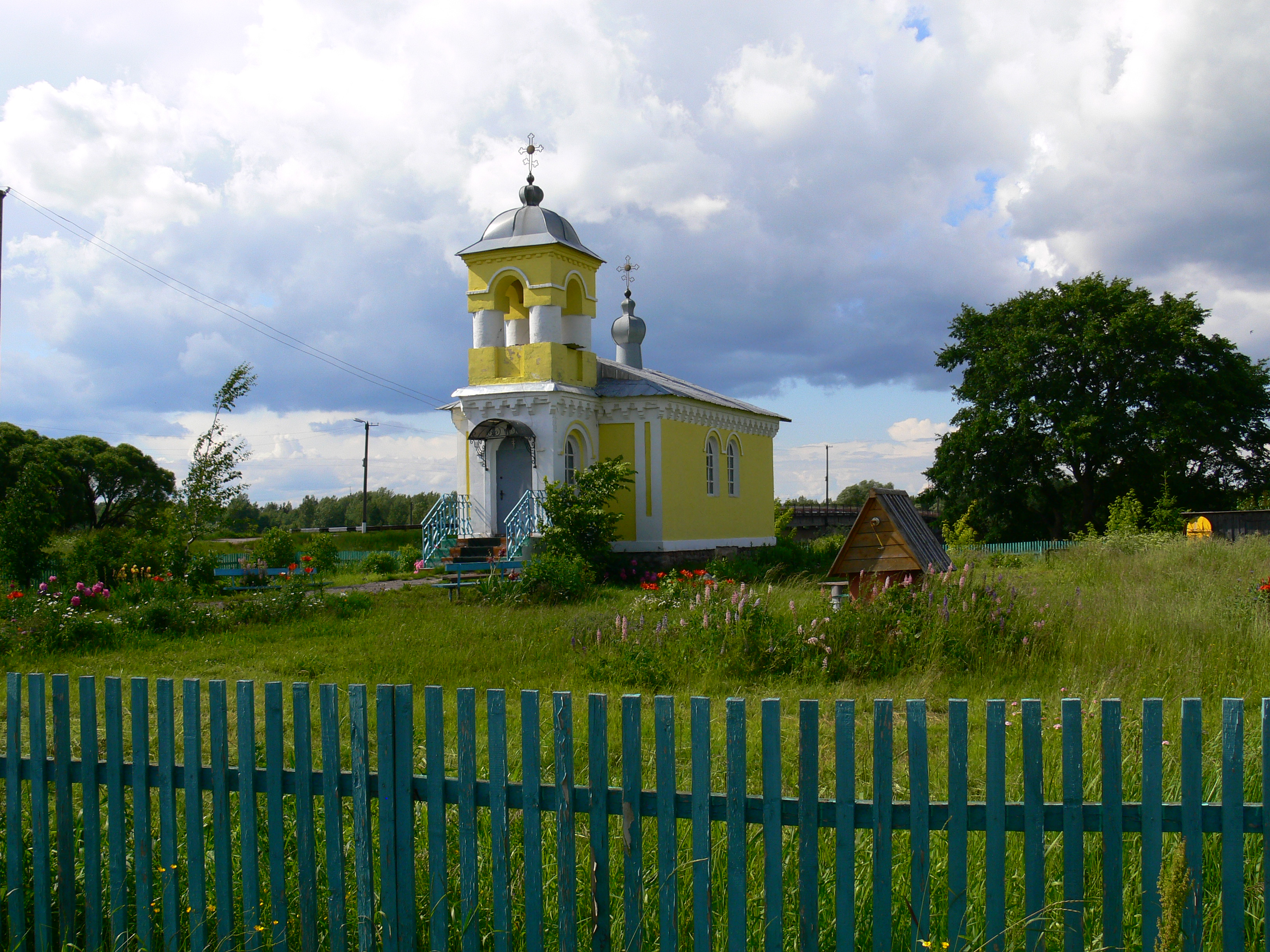
Часовня на месте Савво-Вишерского монастыря